# Спеціальний дозвіл на користування нафтогазоносними надрами
Спеціальний дозвіл на користування нафтогазоносними (від лат. specialis – особливий) рос. специальное разрешение на пользование нефтегазоносными недрами; англ. permit for petroliferous strata use; нім. spezielles Erlaubniss für die Ausbeutung f des erdöl- und erdgastührenden Erdinneres) – документ, що видається спеціально уповноваженим центральним органом виконавчої влади в галузі геології та використання надр і засвідчує право юридичної чи фізичної особи, якій цей документ видано, на користування нафтогазоносними надрами протягом часу, в межах ділянки надр, на умовах, передбачених у цьому документі. 
Користування нафтогазоносними надрами, пошук і розвідка родовищ нафти і газу, їх експлуатація, спорудження та експлуатація підземних сховищ для зберігання нафти і газу здійснюється лише за наявності спеціальних дозволів на користування нафтогазоносними надрами, що надаються спеціально уповноваженим центральним органом виконавчої влади в галузі геології та використання надр, на умовах, визначених чинним законодавством.
Спеціальний дозвіл на користування нафтогазоносними надрами має містити, зокрема: 
- – відомості про отримувача спеціального дозволу на користування нафтогазоносними надрами, вид робіт, на проведення яких він видається;
- – визначення меж ділянки нафтогазоносних надр, що надаються в користування; – термін дії спеціального договору на користування нафтогазоносними надрами;
- – перелік обов’язкових додатків, у т.ч. угоду про умови користування нафтогазоносними надрами.

Надання спеціальних дозволів на користування нафтогазоносними надрами здійснюється з додержанням принципів: відкритості конкурсної системи у виборі переможця конкурсу на отримання спеціальних дозволів на користування нафтогазоносними надрами; наявності в заявника відповідної кваліфікації, матеріально-технічних та фінансових можливостей для користування нафтогазоносними надрами; забезпечення державою гарантій власникам спеціальних дозволів на користування нафтогазоносними надрами, та захист їх інтересів відповідно до законодавства протягом усього терміну дії спеціального дозволу на користування нафтогазоносними надрами; забезпечення власниками спеціальних дозволів на користування нафтогазоносними надрами взятих на себе зобов’язань, передбачених чинним законодавством та спеціальним дозволом на користування нафтогазоносними надрами; забезпечення максимально ефективного і раціонального використання нафтогазоносних надр; платності надання спеціальних дозволів на користування нафтогазоносними надрами; попереднього погодження спеціально уповноваженим центральним органом виконавчої влади в галузі геології та використання надр, що здійснює надання спеціальних дозволів на користування нафтогазоносними надрами, надання спеціального дозволу на користування нафтогазоносними надрами з центральними органами виконавчої влади з питань земельних ресурсів, водного господарства, а також з органами місцевого самоврядування.
На користування нафтогазоносними надрами надаються такі види спеціальних дозволів: на геологічне вивчення нафтогазоносних надр, у т. ч. на дослідно-промислову розробку родовищ; на видобування нафти і газу (промислову розробку родовищ); на будівництво та експлуатацію підземних споруд, не пов’язаних з видобуванням корисних копалин, у т. ч. підземних сховищ нафти чи газу та споруд для захоронення відходів виробництва нафтогазової галузі і супутних вод.
Видобування не придатних для побутового використання мінералізованих вод для потреб нафтогазової галузі та захоронення супутніх і стічних вод у нафтогазоносних пластах та пластах, насичених мінералізованими водами, що не придатні для господарського і побутового використання, у межах цієї ділянки здійснюються користувачами нафтогазоносних надр без спеціального дозволу на водокористування. Придатність мінералізованих вод для побутового та господарського використання встановлюється органом, визначеним Кабінетом Міністрів України.
Користувач нафтогазоносними надрами, який має спеціальний дозвіл на видобування нафти і газу, має право проводити в межах наданої йому ділянки надр пошук і розвідку нових покладів нафти і газу.
Користувач нафтогазоносними надрами, який має спеціальний дозвіл на створення і використання підземних сховищ газу, нафти та продуктів їх переробки, може без укладання додаткової угоди здійснювати на одержаній ділянці надр додаткове геологічне вивчення (дорозвідку) об’єктів, в яких планується створити підземні сховища.
Спеціальні дозволи на користування нафтогазоносними надрами надаються на конкурсних засадах у порядку, що визначається Кабінетом Міністрів України.
У разі відкриття покладу нафти і газу користувач нафтогазоносними надрами, який здійснював пошук і розвідку родовищ за інших рівних умов, які були оприлюднені як умови конкурсу, має перевагу на одержання спеціального дозволу на користування нафтогазоносними надрами цієї ділянки для видобування нафти і газу.
Власник спеціального дозволу на користування нафтогазоносними надрами не може дарувати, продавати або будь-яким чином відчужувати права, надані йому спеціальним дозволом на користування нафтогазоносними надрами, будь-якій іншій юридичній чи фізичній особі, у т. ч. передавати їх до статутних фондів створюваних з його участю суб’єктів господарської діяльності, а також до майна спільної діяльності.
Конкурс з видачі спеціального дозволу на користування нафтогазоносними надрами визнається таким, що відбувся, якщо у ньому взяли участь не менше двох учасників. У разі, якщо лише один суб’єкт підприємницької діяльності подав заявку на отримання спеціального дозволу на користування нафтогазоносними надрами, а відсутність інших учасників зумовлена причинами, що визнані об’єктивними спеціально уповноваженим центральним органом виконавчої влади в галузі геології та використання надр, то спеціальний дозвіл на користування нафтогазоносними надрами надається заявникові за умови його відповідності усім вимогам, які встановлені органом, що проводить конкурс. Обов’язковою умовою участі в конкурсі є надання заявником повної та достовірної інформації про себе відповідно до встановленої процедури проведення конкурсу. Спеціальний дозвіл на користування нафтогазоносними надрами надається заявнику не пізніше ніж через 60 днів з моменту визнання його переможцем конкурсу. Протягом цього терміну має бути завершено всі необхідні процедури, передбачені чинним законодавством, та укладено угоду про умови користування нафтогазоносними надрами. Умови проведення конкурсів на отримання спеціального дозволу на користування нафтогазоносними надрами розробляються спеціально уповноваженим центральним органом виконавчої влади в галузі геології та використання надр і затверджуються Кабінетом Міністрів України, а конкурсний відбір здійснюється постійно діючою міжвідомчою конкурсною комісією, персональний склад якої затверджується Кабінетом Міністрів України. Під час оголошення конкурсу спеціально уповноважений центральний орган виконавчої влади в галузі геології та використання надр повинен оприлюднити таку інформацію: термін дії спеціального дозволу на користування нафтогазоносними надрами; вичерпну характеристику, необхідну для даного виду спеціального дозволу на користування нафтогазоносними надрами, щодо природних умов, ландшафту та геологічної будови ділянок нафтогазоносних надр, що надаються в користування; вичерпну характеристику обладнання та споруд, що надаються в користування відповідно до умов спеціального дозволу на користування нафтогазоносними надрами; орієнтовний обсяг капітальних вкладень, які необхідно здійснити на початковій та наступній стадіях використання спеціального дозволу на користування нафтогазоносними надрами; розмір збору за отримання спеціального дозволу на користування нафтогазоносними надрами; іншу інформацію, визначену спеціально уповноваженим центральним органом виконавчої влади в галузі геології та використання надр. У разі промислової розробки нафтогазоносних надр оприлюднюється також уся необхідна документація щодо технологічних, хімічних, геологічних, фізичних та інших параметрів нафти і газу, що буде видобуватися. На запит учасників конкурсу спеціально уповноважений центральний орган виконавчої влади в галузі геології та використання надр надає відповідно до чинного законодавства інформацію, що стосується ділянки нафтогазоносних надр, яка надається в користування.
Після оголошення міжвідомчою конкурсною комісією переможця конкурсу спеціально уповноважений центральний орган виконавчої влади в галузі геології та використання надр укладає з переможцем угоду про умови користування нафтогазоносними надрами. В процесі укладання угоди про умови користування нафтогазоносними надрами не можуть бути змінені умови, які були оприлюднені як умови конкурсу. У разі, якщо переможець конкурсу і спеціально уповноважений центральний орган виконавчої влади в галузі геології та використання надр протягом 30 календарних днів з дня оголошення переможця конкурсу не уклали угоду про умови користування нафтогазоносними надрами або переможець конкурсу відмовляється від отримання спеціального дозволу на користування нафтогазоносними надрами, спеціально уповноважений центральний орган виконавчої влади в галузі геології та використання надр проводить повторний конкурс. У разі, якщо геологічне вивчення нафтогазоносності надр здійснено за рахунок користувача нафтогазоносними надрами, що має намір здійснювати їх промислову розробку, то нафтогазоносні надра передаються йому в користування поза конкурсом.
У разі проведення конкурсу на видання спеціального дозволу на користування нафтогазоносними надрами з порушенням встановленого порядку конкурс може бути визнано недійсним у судовому порядку. У разі визнання конкурсу недійсним виданий спеціальний дозвіл на користування нафтогазоносними надрами анулюється. У цьому випадку конкурс проводиться повторно.
Спеціальний дозвіл на користування нафтогазоносними надрами надається на такий термін для: геологічного вивчення нафтогазоносних надр, у т. ч. дослідно-промислової розробки родовищ, – не більше, як на 5 років; видобування нафти і газу (промислової розробки родовищ) – не більше, як на 20 років; геологічного вивчення нафтогазоносних надр з подальшою розробкою виявлених родовищ – на термін, що охоплював би період дії окремих спеціальних дозволів на геологічне вивчення нафтогазоносних надр і на видобування нафти і газу (промислову розробку родовищ), але не більше, як на 20 років; спорудження та експлуатації підземних сховищ нафти чи газу – не більше, як на 20 років. Користувач нафтогазоносними надрами, який належно виконував вимоги та умови, передбачені спеціальним дозволом на користування нафтогазоносними надрами та угодою про користування нафтогазоносними надрами, має право на продовження терміну дії цього дозволу. Термін дії спеціального дозволу на користування нафтогазоносними надрами починається з дня одержання спеціального дозволу на користування нафтогазоносними надрами, якщо в ньому не передбачено інше. Користувач нафтогазоносними надрами зобов’язаний приступити до проведення робіт на визначеній ділянці нафтогазоносних надр не пізніше ніж через 180 календарних днів з моменту початку терміну дії спеціального дозволу на користування нафтогазоносними надрами.
Надання спеціальних дозволів на створення та використання підземних сховищ здійснюється на підставі техніко-економічного обґрунтування доцільності їх створення.
Спеціальним дозволом на користування нафтогазоносними надрами, що знаходяться в межах територіальних вод та виключної (морської) економічної зони України, зумовлюється особливий режим ведення робіт, який погоджується спеціально уповноваженими центральними органами виконавчої влади, до відання яких віднесенні питання охорони державного кордону України, безпеки судноплавства, рибного господарства, екології та природних ресурсів.
Надання в користування нафтогазоносних надр у межах виключної (морської) економічної зони України здійснюється з урахуванням правового режиму морських просторів. Одержання спеціального дозволу на користування ділянкою нафтогазоносних надр, що знаходиться в межах територіальних вод або виключної (морської) економічної зони країни, означає одночасне набуття права на користування акваторією в межах цієї ділянки для проведення робіт, передбачених спеціальним дозволом на користування нафтогазоносними надрами. У разі неможливості розмістити відповідні технологічні споруди для користування нафтогазоносними надрами в межах акваторії ділянки нафтогазоносних надр ці споруди розміщуються в акваторії поза межами ділянки нафтогазоносних надр. Розміщення будь-яких технологічних споруд для користування нафтогазоносними надрами протягом усього терміну дії спеціального дозволу на користування нафтогазоносними надрами в межах територіальних вод та виключної (морської) економічної зони України погоджується спеціально уповноваженими центральними органами виконавчої влади, до відання яких віднесені питання охорони державного кордону України, безпеки судноплавства, рибного господарства, екології та природних ресурсів. В угоді про умови користування ділянкою нафтогазоносних надр щодо користування ділянкою нафтогазоносних надр, що знаходяться в межах територіальних вод або виключної (морської) економічної зони України, можуть встановлюватися додаткові вимоги, які не суперечать чинному законодавству.
Якщо під час розвідувальних робіт відповідним спеціально уповноваженим центральним органом виконавчої влади в галузі геології та використання надр зроблено обґрунтований висновок про знаходження родовища (родовищ) нафти і газу в межах ділянок двох або більше користувачів нафтогазоносними надрами, між цими користувачами укладається угода про спільну розвідку та розробку родовища. У разі виникнення спору щодо умов спільного користування надрами спір вирішується в судовому порядку.
Спеціальний договір на користування нафтогазоносними надрами не надається у випадку, коли: не виконані вимоги відповідного Закону та умови проведення конкурсу; заявником подано документи з порушенням вимог проведення конкурсу на отримання спеціального дозволу на користування нафтогазоносними надрами; заявником надано недостовірні або неповні відомості про себе. Спори, що виникають у разі відмови в наданні спеціального дозволу на користування нафтогазоносними надрами, вирішуються в судовому порядку. Дія спеціального дозволу на користування нафтогазоносними надрами може бути тимчасово зупинена спеціально уповноваженим центральним органом виконавчої влади в галузі геології та використання надр, безпосередньо або за поданням органів державного гірничотехнічного, екологічного і санітарного контролю та органів місцевого самоврядування у разі: порушення користувачем нафтогазоносними надрами або уповноваженим ним виконавцем робіт умов спеціального дозволу на користування нафтогазоносними надрами або угоди про умови користування нафтогазоносними надрами; виникнення внаслідок виконання робіт, пов’язаних з користуванням нафтогазоносними надрами на ділянці, безпосередньої загрози життю чи здоров’ю працівників користувача нафтогазоносними надрами або населення; неодноразового порушення вимог законодавства щодо охорони довкілля і раціонального використання нафтогазоносних надр; виконання на наданій ділянці робіт, не зумовлених спеціальним дозволом на користування нафтогазоносними надрами, крім пошуків і розвідки нових покладів нафти і газу в межах ділянки.
Після зупинення дії спеціального дозволу на користування нафтогазоносними надрами надрокористувач зобов’язаний зупинити виконання на наданій йому в користування ділянці цільових робіт, передбачених цим дозволом. Зупинення дії спеціального дозволу на користування нафтогазоносними надрами не знімає з користувача нафтогазоносними надрами обов’язку проводити роботи, пов’язані із запобіганням виникненню аварійної ситуації або усунення її наслідків. Зупинення дії спеціального дозволу на користування нафтогазоносними надрами не перериває термін дії цього дозволу.
Дія спеціального дозволу на користування нафтогазоносними надрами поновлюється після усунення користувачем нафтогазоносних надр причин, що зумовили зупинення його дії, і сплати усіх фінансових санкцій, накладених у зв’язку з причинами, що зумовили зупинення його дії. Анулювання спеціального дозволу на користування нафтогазоносними надрами здійснюється у випадку: відмови користувача нафтогазоносними надрами від користування нафтогазоносними надрами; ліквідації суб’єкта господарської діяльності, якому надано спеціальний дозвіл на користування нафтогазоносними надрами; вилучення у встановленому законодавством порядку наданої в користування ділянки нафтогазоносних надр; визнання виданого спеціального дозволу на користування нафтогазоносними надрами недійсним; зупинення дії спеціального дозволу на користування нафтогазоносними надрами і невжиття користувачем нафтогазоносними надрами заходів для усунення причин цього зупинення; якщо користувач нафтогазоносними надрами без поважних причин протягом 180 календарних днів з моменту початку терміну дії спеціального дозволу на користування нафтогазоносними надрами не приступив до користування нафтогазоносними надрами; використання нафтогазоносних надр не за призначенням.
Анулювання спеціального дозволу на користування нафтогазоносними надрами здійснюється спеціально уповноваженим центральним органом виконавчої влади в галузі геології та використання надр. Рішення про анулювання спеціального дозволу на користування нафтогазоносними надрами може бути оскаржене в судовому порядку. Анулювання спеціального дозволу на користування нафтогазоносними надрами тягне за собою розірвання угоди з надрокористувачем про умови користування нафтогазоносними надрами. Відшкодування збитків сторін, пов’язаних із анулюванням спеціального дозволу на користування нафтогазоносними надрами, здійснюється сторонами відповідно до угоди про умови користування нафтогазоносними надрами. У разі виникнення спору щодо відшкодування збитків він вирішується в судовому порядку.
Власник спеціального дозволу на користування нафтогазоносними надрами має право: використовувати надану йому ділянку нафтогазоносних надр для здійснення виключно того виду діяльності, що зазначений у спеціальному дозволі на користування нафтогазоносними надрами; залучати на підрядних умовах виконавців окремих видів робіт, пов’язаних з користуванням нафтогазоносними надрами, які мають технічні можливості, що відповідають вимогам чинного законодавства, за умови прийняття ними відповідальності за порушення екологічних стандартів і вимог; вести, припиняти свою діяльність на ділянці нафтогазоносних надр на умовах, визначених Законом та угодою про умови користування нафтогазоносними надрами. 
Власник спеціального дозволу на користування нафтогазоносними надрами зобов’язаний: забезпечити повноту геологічного вивчення, раціональне комплексне використання і охорону нафтогазоносних надр згідно з угодою про умови користування нафтогазоносними надрами та програмою робіт; додержуватися вимог законодавства України, чинних стандартів, правил, норм виконання робіт, пов’язаних з користуванням нафтогазоносними надрами; створити безпечні для працівників і населення умови проведення робіт, пов’язаних з користуванням нафтогазоносними надрами; відшкодовувати збитки, заподіяні підприємствам, установам, організаціям, громадянам та довкіллю.
Додатковий перелік прав та обов’язків власника спеціального дозволу на користування нафтогазоносними надрами визначається угодою про умови користування нафтогазоносними надрами.